# Похудение
Похудение (прост. разг. похуда́ние), снижение веса — снижение массы тела живого организма человека. Может быть как целью при борьбе с ожирением, для нормализации состояния здоровья и повышения физической привлекательности, так и представлять собой медицинскую проблему, будучи симптомом заболеваний, например, анорексией.

## Индекс массы тела
Для выбора правильного способа похудения вначале необходимо определить индекс массы тела (ИМТ). Этот параметр является общепризнанным в мире ориентиром при борьбе с лишним весом, он позволяет быстро выбрать рациональную лечебную тактику.
- Если индекс массы тела (ИМТ) человека менее 18,5; ему не следует снижать свой вес. Наоборот, у него имеется дефицит массы тела, и ему желательно поправиться.
- Если индекс массы тела человека 18,5—25 — это норма, и похудение не требуется.
- Если ИМТ человека 25—30 — у него действительно имеется избыточная масса тела. Диета и физическая нагрузка при этом являются наиболее рациональными лечебными мероприятиями.
- Если ИМТ человека 30—40, то это уже классифицируется как настоящее ожирение, которое требует лечебных мероприятий, проводимых под контролем врача. Как правило, кроме диеты и физической нагрузки врач рекомендует приём лекарственных препаратов, направленных на снижение веса (например, ксеникал). В настоящее время FDA (Food and Drug Administration, решение от 18 февраля 2011) разрешила выполнение бандажирования желудка при ИМТ 30 и выше. При наличии сахарного диабета 2 типа на фоне данного ИМТ (30-40) может выполняться бариатрическая операция любой сложности, вплоть до желудочного шунтирования.
- Индекс массы тела выше 40 является признаком морбидного ожирения ( угрожающего жизни пациента). При таком ожирении пациенту показано хирургическое лечение (бариатрическая операция любой сложности), которое даёт стабильное снижение веса до нормы.

## Метаболические реакции при похудении
При изменениях массы тела в процессе похудения изменяется и мышечная активность, что может изменить расход энергии телом человека до 35 % и процесс похудения замедляется или останавливается. 
Также процессу похудения мешает адаптивный термогенез организма человека. В условиях низкокалорийного рациона возникает отрицательный энергетический баланс, при этом организм начинает экономить энергию. В повседневной нетренировочной активности человек тратит меньше калорий, чем в предыдущий период питания калорийным рационом, при этом типично экономится около 400 ккал в сутки.

## Методы
Основным методом похудения при ожирении является сочетание физических упражнений и здорового питания с контролем калорийности рациона.
У людей, практикующих прерывистую диету, когда периоды низкокалорийного рациона чередуются с периодами рациона нормальной калорийности, потеря веса и жира происходит быстрее, чем у людей, практикующих низкокалорийную диету без перерывов. Прерывание энергодефицитной диеты «периодами отдыха» энергетического баланса снижает компенсаторные метаболические реакции, что, в свою очередь, позволяет эффективнее снижать массу тела.
Другим методом является использование препаратов для лечения ожирения.
Современным методом лечения тяжёлого ожирения является также бариатрическая хирургия.

### Индустрия снижения веса
Индустрия снижения веса включает широкий спектр товаров и услуг, заявляемая цель которых состоит в том, чтобы сделать процесс похудения легче, быстрее, дешевле, надёжнее или менее дискомфортным. К таким продуктам относятся книги, видеоматериалы, аудиозаписи, кремы, лосьоны, таблетки, кольца и серьги, обёртывания, пояса и другие изделия, а также фитнес-центры, клиники, персональные тренеры, группы по снижению веса, пищевые продукты и добавки.
Несмотря на широкое распространение, диетические добавки не считаются здоровым методом снижения веса и не имеют клинически подтверждённой эффективности. Также отсутствуют доказательства действенности растительных (травяных) средств.